# Église Saint-Jean de Verneuil-sur-Avre
Pour les articles homonymes, voir Église Saint-Jean.
L'église Saint-Jean de Verneuil-sur-Avre est une église catholique en ruines située à Verneuil-sur-Avre, dans le département de l'Eure.

## Localisation
L'église est située dans le département français de l'Eure, sur la commune de Verneuil-sur-Avre.

## Historique
L'édifice est classé au titre des monuments historiques en 1943. Construite au XVIe siècle, elle est désaffectée durant la Révolution, transformée en halle aux grains puis détruite par les bombardements de 1944. Il en reste des vestiges.

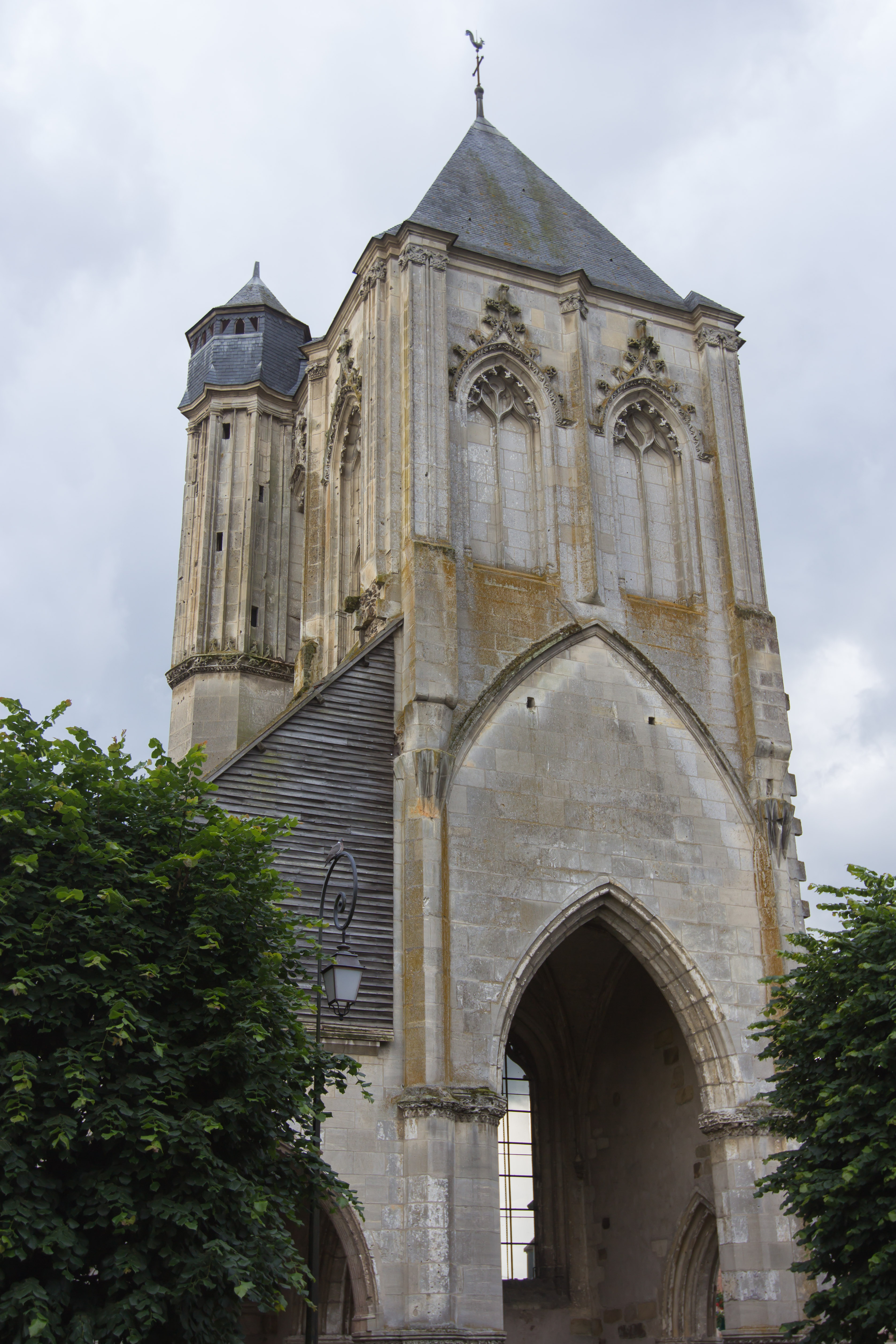
Église Saint-Jean de Verneuil-sur-Avre (ruines).
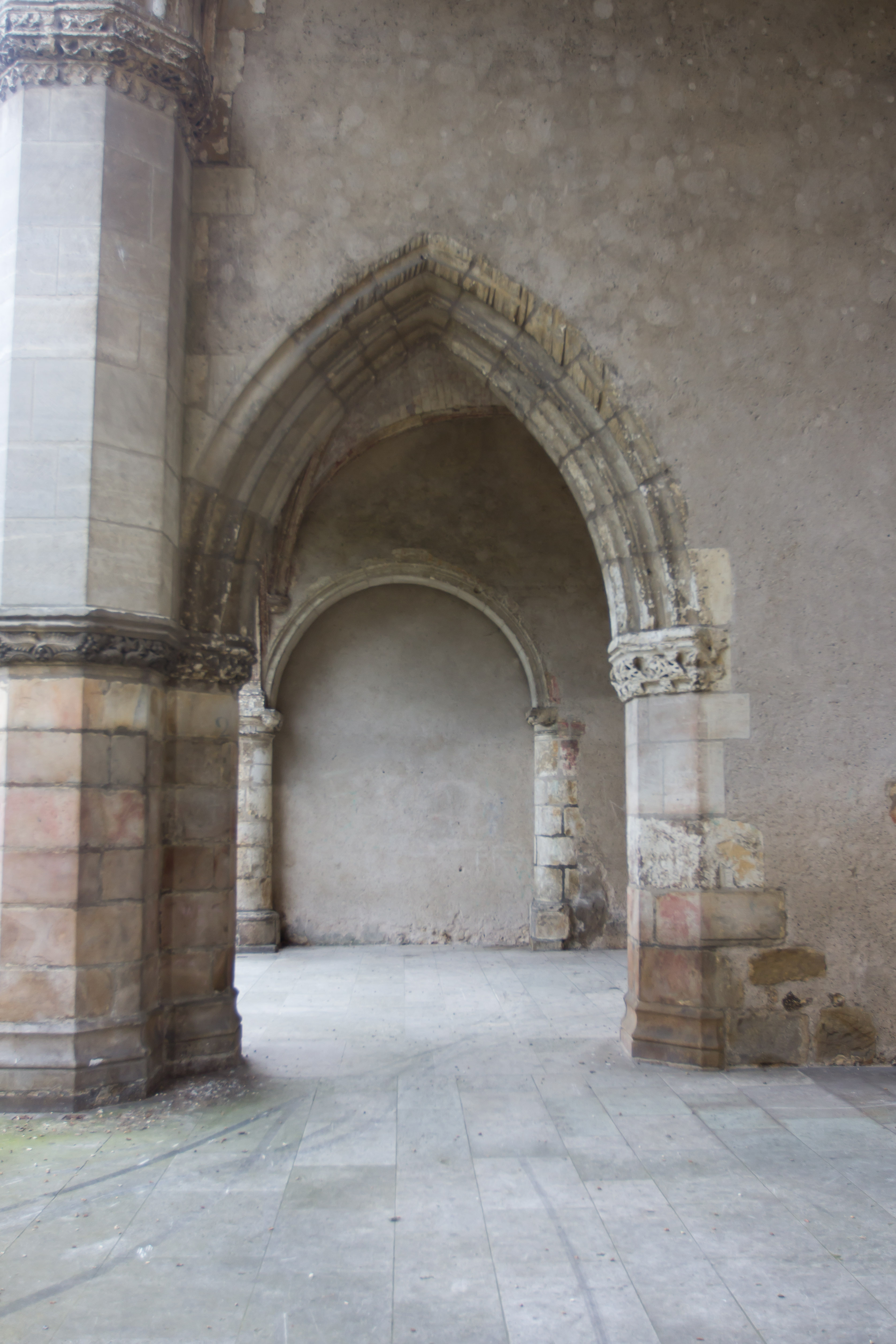
Vestiges de la tour Saint-Jean.
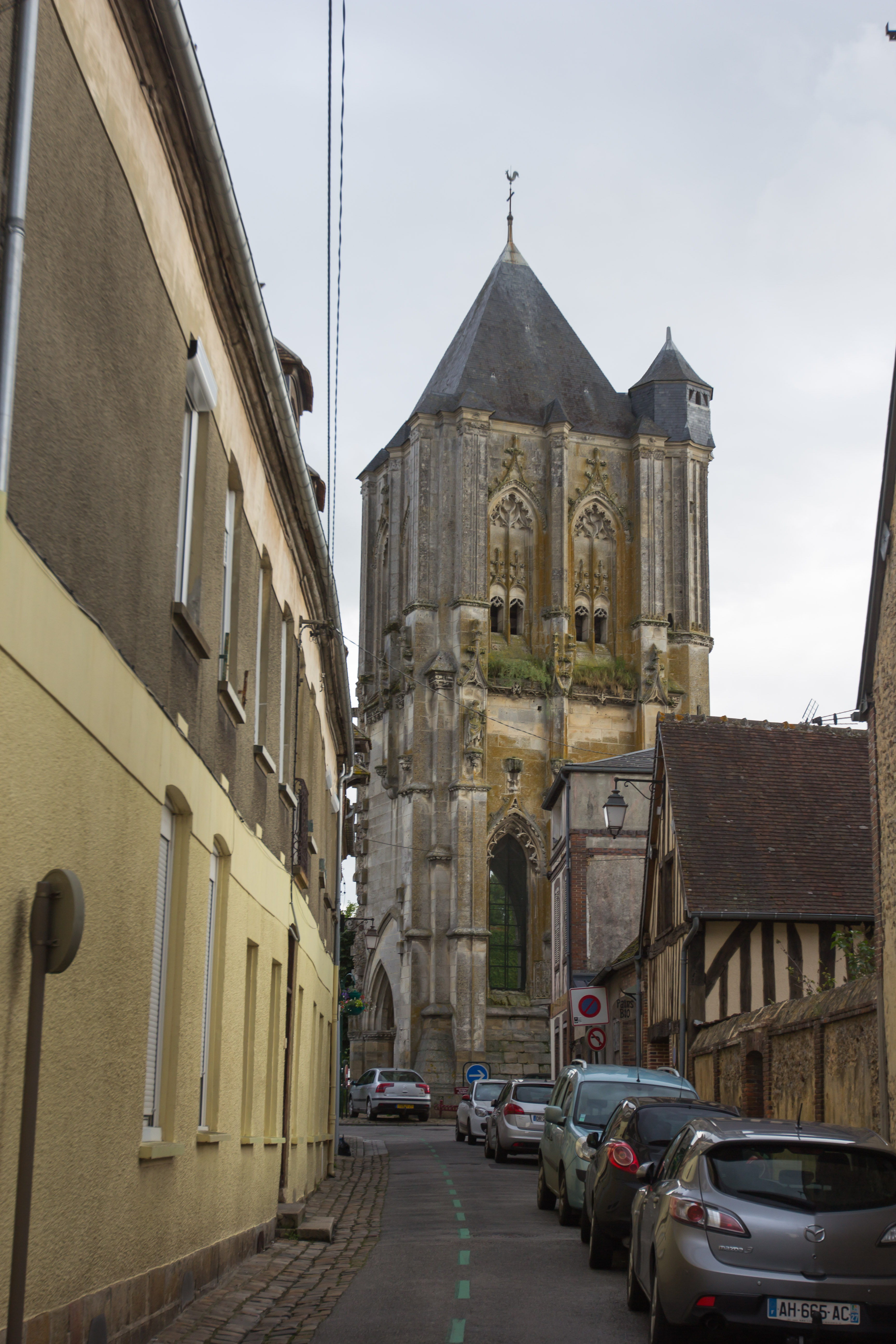
Tour Saint-Jean de la rue du Télégraphe : l'église a eu plusieurs fonctions.